# Зігмунд-Ульріх фон Графенройт
Барон Зігмунд-Ульріх фон Графенройт (нім. Sigmund-Ulrich Freiherr von Gravenreuth; 21 жовтня 1909, Мюнхен — 16 жовтня 1944, Бреслау) — німецький льотчик-ас, оберстлейтенант люфтваффе. Кавалер Лицарського хреста Залізного хреста з дубовим листям.

## Біографія
В 1934 році  вступив у люфтваффе. Після закінчення авіаційного училища направлений на службу в бомбардувальну авіацію. В 1937/38 роках у складі легіону Кондор брав участь у боях в Іспанії. Учасник Польської і Французької кампанії, а також битви за Британію, під час якої командував 1-ю ескадрильєю 30-ї бомбардувальної ескадри. На його рахунку було декілька потоплених кораблів союзників загальною водотоннажністю 50 000 брт. З жовтня 1940 року — командир 2-ї групи 30-ї бомбардувальної ескадри. З вересня 1943 року — командир 30-ї бомбардувальної ескадри, якою керував під час боїв на Середземному морі і на Заході. Загинув внаслідок нещасного випадку.

## Звання
- Фанен-юнкер (1 липня 1934)
- Єфрейтор (1 жовтня 1934)
- Унтерофіцер (1 грудня 1934)
- Фенріх (1 червня 1935)
- Оберфенріх (1 жовтня 1935)
- Лейтенант (1 квітня 1936)
- Оберлейтенант (1 грудня 1937)
- Гауптман (1 грудня 1940)
- Майор (1 лютого 1943)
- Оберст-лейтенант (1 квітня 1944)

## Нагороди
- Німецька імперська відзнака за фізичну підготовку в бронзі (14 грудня 1936)
- Нагрудний знак пілота (14 грудня 1936)
- Іспанський хрест в золоті з мечами (5 червня 1939)
- Медаль «За Іспанську кампанію» (Іспанія) (5 червня 1939)
- Медаль «За вислугу років у Вермахті» 4-го класу (4 роки) (1 липня 1939)
- Залізний хрест
  - 2-го класу (18 травня 1940)
  - 1-го класу (21 червня 1940)
- Лицарський хрест Залізного хреста з дубовим листям
  - Лицарський хрест (24 листопада 1940)
  - Дубове листя (№692; 9 січня 1945) — нагороджений посмертно.
- Авіаційна планка бомбардувальника
  - в бронзі (5 квітня 1941)
  - в сріблі (20 травня 1941)
  - в золоті (25 вересня 1941)
  - в золоті з підвіскою (22 липня 1944)
- Орден Корони Італії, кавалерський хрест (14 листопада 1941)
- Орден Хреста Свободи 4-го класу (Фінляндія) (24 грудня 1941)
- Почесний Кубок Люфтваффе (14 березня 1942)
- Німецький хрест в золоті (31 березня 1942)
- Нагрудний знак «За поранення» в сріблі  (11 квітня 1942)
- Медаль «За зимову кампанію на Сході 1941/42» (1 серпня 1942)